# Капиталистический реализм (книга)
«Капиталистический реализм» (англ. Capitalist Realism: Is There No Alternative?) — книга британского философа Марка Фишера, опубликованная в 2009 году. В ней Фишер исследует понятие «капиталистического реализма», которое он описывает как «широко распространенное ощущение не только того, что капитализм является единственной жизнеспособной политической и экономической системой, но и того, что теперь невозможно даже вообразить непротиворечивую альтернативу ему». Само название является обыгрыванием термина «социалистический реализм».
В своей работе Марк Фишер описывает распространённые эффекты воздействия неолибералистической идеологии на популярную культуру, работу, образование и психическое здоровье в современном обществе. Подзаголовок в оригинальном издании отсылает к политическому слогану бывшего премьер-министра Великобритании Маргарет Тэтчер «Альтернативы нет». Книга имела неожиданный успех и оказала влияние на целый ряд писателей.

## Определение
Согласно Фишеру, фраза «Легче вообразить конец света, чем конец капитализма», приписываемая как и Фредерику Джеймсону, так и Славою Жижеку, хорошо иллюстрирует суть капиталистического реализма: это преобладающий взгляд на капитализм как на единственную жизнеспособную экономическую систему, то есть не имеющую альтернатив, которые можно представить. Фишер связывает капиталистический реализм с «повсюду проникающей атмосферой», которая оказывает влияние на области производства культуры, политико-экономической активности и общественной мысли.
«Капиталистический реализм в моем понимании не может ограничиваться искусством или теми квазипропагандистскими вариантами, с которых связана реклама. Скорее, это нечто вроде повсюду проникающей атмосферы, обусловливающей не только культурное производство, но и регуляцию труда и образования, действующей в качестве некоей невидимой преграды, блокирующей мысль и действие.»
Марк Фишер использует эту идею для анализа капитализма и его воздействия на области производства культуры, политико-экономической активности и общественной мысли.
Капиталистический реализм продвигает идею, что падение Советского Союза укрепило капитализм в позиции единственной эффективной политико-экономической системы и сняло вопрос об исчезновении капитализма из какого-либо политического дискурса. Это превратило арену политической дискуссии из той, в которой капитализм был лишь одним из множества возможных вариантов управления экономикой, в ту, в которой политические соображения существуют исключительно внутри капиталистической системы. Таким образом, в рамках капиталистического реализма, мейнстримные антикапиталистические движения переключились с борьбы за альтернативные системы в сторону смягчения худших проявлений капитализма.
Представители капиталистического реализма утверждают, что хотя капитализм — это не лучшая система, только она не противоречит человеческой природе и экономическому развитию. Таким образом, любая другая система, не основанная на личном накоплении богатства и капитала, рассматривается как обреченная на провал.

Фишер утверждает, что спасение банков от банкротства, последовавшее за экономическим кризисом 2008 года, были квинтэссенцией капиталистического реализма в действии, аргументируя это тем, что меры по спасению произошли в основном потому, что идея допустить крах банковской системы была невообразима как для политиков, так и для населения в целом. В связи с необходимостью банков для капиталистической системы, Фишер предполагает, что падение банков даже не рассматривалось как вариант развития событий из-за влияния капиталистического реализма. Как следствие, неолиберальная система пережила кризис и капиталистический реализм ещё раз утвердился в своей позиции. Фишер определяет текущее положение капиталистического реализма следующим образом:
«Единственные могущественные агенты, влияющие на политиков и менеджеров в области образования — это интересы бизнеса. Уже стало слишком легко игнорировать интересы рабочих, и, отчасти вследствие этого, рабочие чувствуют себя всё более беспомощными и бессильными. Совместные атаки представителей неолиберализма на профсоюзы, вместе с переходом от фордистской к постфордистской модели экономики, — движение в сторону казуализации, бережливого производства, глобализации — подорвали основную силу профсоюзов [и, следовательно, силу рабочих]»
С точки зрения Фишера, капиталистический реализм возникает как результат целенаправленного стремления неолиберальных правых изменить отношение как населения в целом, так и левых к капитализму, в частности к постфордистской форме капитализма, которая преобладала на протяжении 1980-х годов. Левое политическое крыло не смогло прийти к альтернативной экономической модели в ответ на рост неолиберального капитализма, в то время как вакуум, созданный эрой Рейганомики, способствовал становлению системы капиталистического реализма. Развал Советского Союза, который, по словам Фишера, являлся единственным настоящим примером работающей некапиталистической системы, ещё больше укрепил положение капиталистического реализма как в политическом плане, так и среди населения в целом и был преподнесён как финальная победа капитализма. Согласно Фишеру, в постсоветскую эпоху необузданный капитализм оказался способен переосмыслить историю в капиталистический нарратив, в котором неолиберализм был результатом естественной исторической прогрессии и даже являлся кульминацией человеческого развития.
Несмотря на то, что появление капиталистического реализма связано с рождением неолиберализма, Фишер ясно заявляет, что это два отдельных явления, которые усиливают друг друга. Согласно Фишеру, капиталистический реализм имеет потенциал пережить упадок либерализма, но обратное не было бы возможно. Капиталистический реализм по своей сути антиутопичен, так как он централизуется на идее, что несмотря на все свои недостатки и на внешние факторы, капитализм — единственный возможный способ организации. Неолиберализм же наоборот восхваляет капитализм, представляя его предоставляющим средства, необходимые для достижения и осуществления практически утопических социо-экономических условий. Таким образом, капиталистический реализм умиротворяет чрезмерно позитивные ожидания в то время как неолиберализм с обещанной им утопией контратакуют отчаяние и разочарование, лежащие в основе капиталистического реализма.

## Проявления
Согласно Фишеру, капиталистический реализм настолько захватил ход общественной мысли, что даже идея антикапитализма уже не является антитезой капитализму. Напротив, антикапитализм только усиливает капитализм. Это происходит через современные медиа, цель которых — предоставить безопасное распространение антикапиталистических идей, фактически не бросая вызов системе. Нехватка внятных альтернатив, представленная через призму капиталистического реализма, ведёт большинство антикапиталистических движений к тому, чтобы прекратить борьбу за конец капитализма и вместо этого противостоять его худшим проявлениям, зачастую через индивидуальные, основанные на потреблении акции, например Product Red.
Фишер выявляет широко распространенное стремление населения к публичной сфере, которая функционирует за пределами государства и свободна от нежелательных «добавок капитала». Однако он утверждает, что только государство смогло сохранить общественные сферы во время капиталистического стремления к массовой приватизации. Популярная неолиберальная идея поддерживает разрушение публичных сфер ради приватизации государственных учреждений, например, в области образования и здравоохранения. В основе этой идеи лежит предположение, что рынок способен удовлетворить человеческие потребности наилучшим образом. Используя такой ход мысли, Фишер поднимает идею «бизнес-онтологии»: капиталистической идеологии, в которой «просто очевидно то, что все, включая здравоохранение и образование, должно управляться как обычный бизнес.». Далее он утверждает, что в случае социальных условий, неформально ориентированных на бизнес, нет места для публичного, и единственный способ выжить для него — это ликвидировать бизнес-структуры в сфере государственных услуг, учитывая что «Если даже фирмы не могут управляться как просто бизнес, с какой стати это должны делать государственные службы?». Таким образом, Фишер часто поднимает вопрос о будущем публичной сферы при условиях бизнес-онтологии и о том, как она может выглядеть при отсутствии централизованной государственной индустрии.

### Рефлексивное бессилие
Что касается общественного мнения, Фишер вводит термин «Рефлексивное бессилие», который описывает феномен, при котором люди распознают фундаментальные проблемы капитализма, но в то же время они убеждены, что не существует способов произвести изменения. Согласно Фишеру, это бездействие ведёт к «самоисполняющемуся пророчеству», а так же негативным последствиям для психического здоровья.

Для описания рефлексивного бессилия Фишер также описывает понятие депрессивной гедонии — состояния, в котором невозможно выполнять что-либо, кроме поиска удовольствия (в отличие от состояния агедонии, характерного для депрессии, в котором невозможно получать удовольствие). Но это относится только к тому удовольствию, которое легко получить и для которого не нужно прилагать много усилий. Марк Фишер приводит пример из его опыта работы в колледже:
Попросите учеников прочитать больше двух предложений, и многие — причем я имею в виду отличников — начнут сопротивляться, утверждая, что они не могут сделать этого. Чаще всего они жалуются учителям, что «это скучно». И проблемой тут оказывается вовсе не содержание письменного текста, а сам акт чтения, который считается «скучным». Здесь мы сталкиваемся не с хорошо известным подростковым ступором, а с расхождением между постграмотной «новой плотью», которая «слишком зависла в Сети, чтобы сконцентрироваться», и ограничительными концентрационными логиками разлагающихся дисциплинарных систем. Скучать — значит просто быть отделенным от коммуникативной матрицы SMS-сообщений, YouTube и фастфуда, действующих в качестве стимула и реакции. То есть быть отлученным на какой-то момент от постоянного потока сладковатого вознаграждения, выдаваемого по запросу. Некоторые ученики хотят Ницше так же, как гамбургер. Им не удается понять — и логика системы потребления поддерживает такое непонимание, — что Ницше и есть само неудобоваримое, сама проблема.
Согласно Фишеру, студенты зачастую находятся в состоянии депрессивной гедонии не только из-за факта взросления в эпоху интернета, но в основном из-за их зажатости между старым положением субъектов дисциплинарного общества и новым статусом потребителей услуг. Фишер утверждает, что современное общество — это общество контроля, в котором нет чётких разграничений между работой, отдыхом и образованием, и обучение длится на протяжении всей жизни. Высшие образовательные учреждения тоже не имеют эффективной дисциплинарной системы, и во многом рассчитывают на мотивацию студентов. Но в итоге студенты, привыкшие к потоку приятной и лёгкой для восприятия информации, в большинстве случаев не будут использовать эту свободу для самообразования и разработки собственных проектов.
Рефлексивное бессилие также оказывает большое влияние и на политическую сферу. Фишер описывает модель иммобилизации, которая сводится к противостоянию изменениям в системе и требованию сохранить фордистский и дисциплинарный режим, и модель «либерального коммунизма», призывающую к смягчению последствия капитализма благотворительностью.

### Реализм
«Реализм», как аспект капиталистического реализма, основан на различии между Реальным и реальностями в психоанализе Лакана. Капиталистический реализм можно представить как реальности, которые представляют собой идеологически обоснованное понимание мира, отвергающее факты, лежащие за пределами их интерпретаций. Фишер утверждает, что обращение к Реальному, которое подавляется капиталистическим реализмом, могут начать деконструкцию всепроникающей идеологии. Фишер указывает на такие области как изменение климата, ментальное здоровье и бюрократию, которые могут показать слабые стороны капиталистического реализма.
Основываясь на работе Фишера, другие критические теоретики (как и академики, так и политические блогеры) использовали капиталистический реализм как теоретическую основу.

### Психические расстройства
В своей книге Марк Фишер рассматривает психические расстройства как одно из Реальных, которое нельзя отрицать, но его структуральные причины игнорируются. Случаи душевных расстройств рассматриваются в сугубо индивидуальных случаях, но социальные условия не берутся в расчёт. Фишер утверждает, что политика неолиберализма послужила причиной роста количества психических расстройств, и что этот вопрос требует большей политизации. Он ссылается на книгу «Эгоистичный Капиталист» Оливера Джеймса, в которой продемонстрирована эта корреляция в таких странах, как США, Великобритания и Австралия.
Рефлексивное бессилие играет большую роль в распространении психических расстройств. Распространённый взгляд, что, при всей пагубности своего положения, улучшить его невозможно, способствует росту числа случаев депрессии. Депрессивная гедония ведёт к тому, что люди в большинстве случаев будут стремиться к простым для получения удовольствиям, вместо работы для улучшения своего состояния.
Другим из факторов, влияющих на душевное здоровье, по мнению Фишера, — это положение семьи в постфордистском обществе. Хотя семья — это необходимый элемент для капитализма, она оказывается постоянно подорвана им. Например, необходимость обоих родителей работать ограничивает время, которое они проводят со своими детьми. Вследствие чего они могут оказывать им меньше эмоциональной поддержки и уделять меньше сил и времени их воспитанию. Поэтому дети и подростки оказываются в школе зачастую с минимальным уровнем социализации.
Также Фишер утверждает, что фокус в общественном дискурсе о здоровье в целом — это поддерживать людей в состоянии работать и потреблять, но не на самом деле улучшать их качество жизни:

Дело не в том, что курение — нечто «неправильное», а в том, что оно не даст нам прожить долгую и полную удовольствий жизнь. Однако есть пределы этой акцентуации здоровья: например, душевное здоровье и интеллектуальное развитие едва ли вообще упоминаются. Вместо этого мы наблюдаем редукционистскую, гедонистическую модель здоровья, которое полностью определяется тем, чтобы «хорошо себя чувствовать и хорошо выглядеть». Приемлемо рассказывать людям, как сбросить вес или как украсить квартиру. Однако призывать их к тому или иному культурному совершенствованию — значит осуществлять репрессию и быть элитистом.